# South32
South32 es una compañía de minería y metales con sede en Perth, Australia. Se escindió de BHP Billiton el 25 de mayo de 2015. La compañía cotiza en la bolsa de Valores de Australia con los listados secundarios en las decisiones de Johannesburgo y Londres bolsas de valores.

## Productos
La empresa es productora de alúmina, aluminio, manganeso, plata, zinc, plomo, níquel, carbón metalúrgico (para los de la metalurgia), y el carbón térmico (para la alimentación de las estaciones).

## Operaciones
South32 tiene operaciones en Australia, Sudáfrica, Mozambique, Colombia y Estados Unidos, y tiene una minoría de asociación (36%) en una refinería de alúmina en Brasil.
- Worsley Alumina en Worsley, Western Australia (86% de propiedad), mina de bauxita y refinería de alúmina.[3]
- Illawarra Metallurgical Coal, cerca de Wollongong, Nueva Gales del Sur;
- Australia Manganese (60 por ciento de interés); GEMCO mina en Groote Eylandt en el Territorio del Norte y TEMCO de la aleación de la planta en Bell Bay, Tasmania;
- Cannington Mine, mina de plata, plomo y zinc, a 200 km al sureste de Mount Isa, Queensland;
- Cerro Matoso mina de níquel y la fundición en el Norte de Colombia (el 99,94%)
- Fundición de aluminio en Richards Bay, KwaZulu-Natal;[4]
- Mozal de la fundición de aluminio (47.1%) en Mozambique
- Cuatro minas de carbón y asociados cerca de las ciudades de eMalahleni y Middelburg en Mpumalanga, Sudáfrica.[5]
- Wessels (metro) y Mamatwan (minas de manganeso) en Hotazel en el Cabo Norte.
- Metalloys, fundiciones en Meyerton, Gauteng, Sudáfrica.
- Hermosa, una de los recursos minerales de desarrollo de opción situado en Arizona
- Ambler Metals (50%), mineral de desarrollo de los recursos de opción situado en Alaska